# Selden P. Spencer

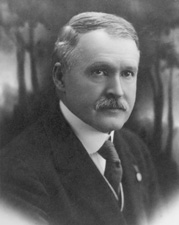
Selden P. Spencer

Selden Palmer Spencer (* 16. September 1862 in Erie, Pennsylvania; † 16. Mai 1925 in Washington, D.C.) war ein US-amerikanischer Politiker (Republikanische Partei), der den Bundesstaat Missouri im US-Senat vertrat.
Spencer besuchte die öffentlichen Schulen in seinem Heimatort Erie und begann dann ein Studium am Yale College, wo er 1884 seinen Abschluss machte. Zwei Jahre später graduierte er an der Law School der Washington University in St. Louis und wurde in die Anwaltskammer aufgenommen, woraufhin er als Jurist in St. Louis zu praktizieren begann. Ebenfalls ab 1886 fungierte Spencer als Dozent für medizinische Rechtswissenschaft am Missouri Medical College von St. Louis.
Sein erstes öffentliches Amt hatte er als Abgeordneter im Repräsentantenhaus von Missouri zwischen 1895 und 1896 inne. Im Jahr 1897 erfolgte die Berufung zum Richter am Appellationsgericht des Gerichtsbezirks St. Louis, was er bis 1903 blieb. Im Anschluss gründete er mit dem späteren Gouverneur von Missouri, Forrest C. Donnell, eine gemeinsame Anwaltskanzlei. Überdies bekleidete er den Rang eines Captain in der Missouri Home Guard und fungierte als Präsident einer Einberufungsbehörde in den Jahren 1917 und 1918.
Nach dem Tod von US-Senator William J. Stone am 14. April 1918 wurde Selden P. Spencer am 5. November desselben Jahres mit 52,4 Prozent der Stimmen gegen den Demokraten Joseph W. Folk zu dessen Nachfolger gewählt; tags darauf nahm er sein Amt in Washington auf. 1920 wurde er für eine volle Amtsperiode bestätigt, doch bereits im Mai 1925 starb er in einem Washingtoner Krankenhaus. Während seiner Zeit im Senat war er unter anderem Vorsitzender des Petitionsausschusses (Committee on Claims).